# Tulatycze
Tulatycze (biał. Туляцічы, Tulaciczy; ros. Тулятичи, Tulaticzi) – wieś na Białorusi, w obwodzie brzeskim, w rejonie janowskim, w sielsowiecie Opol.

## Historia
Dawniej wieś i dobra (folwark). W XIX i w początkach XX w. położone były w Rosji, w guberni grodzieńskiej, w powiecie kobryńskim, w gminie Opol.
W dwudziestoleciu międzywojennym leżały w Polsce, w województwie poleskim, w powiecie drohickim, w gminie Bezdzież. W 1921 wieś liczyła 146 mieszkańców, zamieszkałych w 46 budynkach. Wszyscy oni byli Rusinami wyznania prawosławnego. Folwark liczył 12 mieszkańców, zamieszkałych w 3 budynkach, w tym 7 Białorusinów i 5 Polaków. 7 mieszkańców było wyznania prawosławnego i 5 rzymskokatolickiego.
Po II wojnie światowej w granicach Związku Sowieckiego. Od 1991 w niepodległej Białorusi.